# Air Atlantis
Air Atlantis foi uma companhia aérea charter portuguesa com sede em Lisboa. Sua base principal era o Aeroporto Internacional de Faro. Operou entre 1985 e 1993.

## História

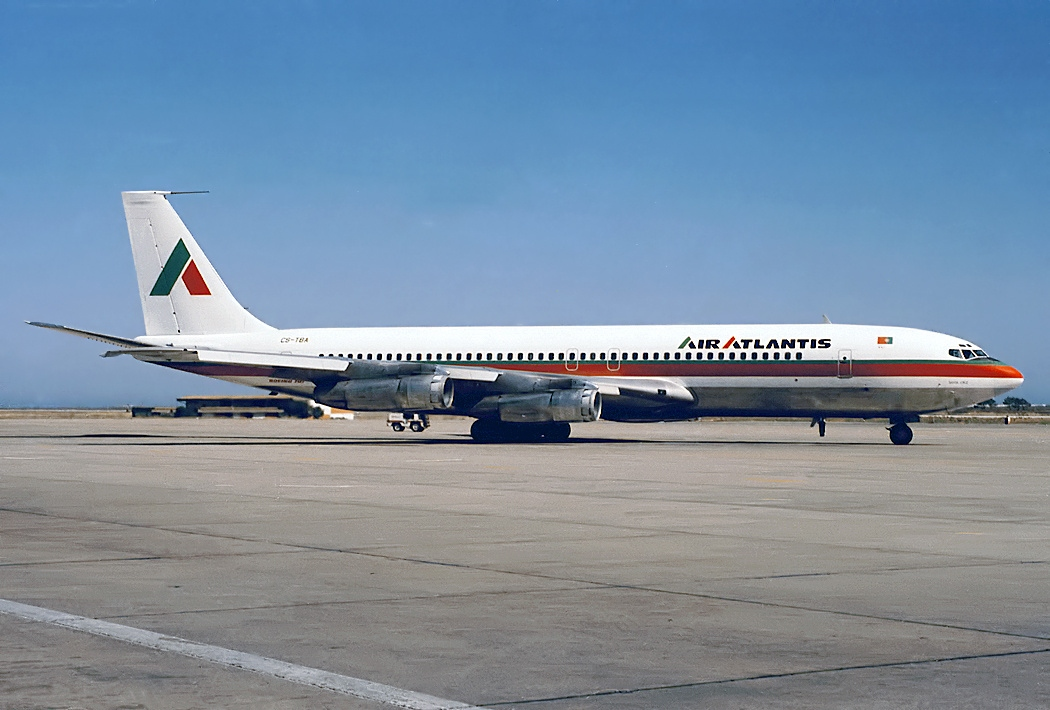
Um Boeing 707 da Air Atlantis em 1985

A Air Atlantis foi fundada em 1985 e iniciou as operações no mesmo ano com aeronaves Boeing 707. Em 1993, a TAP decidiu efectuar uma reestruturação na Air Atlantis, acabando por fechar a companhia.

## Destinos
A Air Atlantis operou nas seguintes cidades:
- Estocolmo
- Copenhaga
- Amesterdão
- Frankfurt
- Hamburgo
- Bruxelas
- Londres
- Sion
- Glasgow
- Dublin
- Manchester
- Paris
- Viena
- Bristol
- Ciampino
- Malpensa
- Basel
- Zurique

Essencialmente com ligação ao Aeroporto Internacional de Faro, mas também ao Aeroporto Humberto Delgado, Aeroporto da Madeira e o Aeroporto Francisco Sá Carneiro.

## Frota

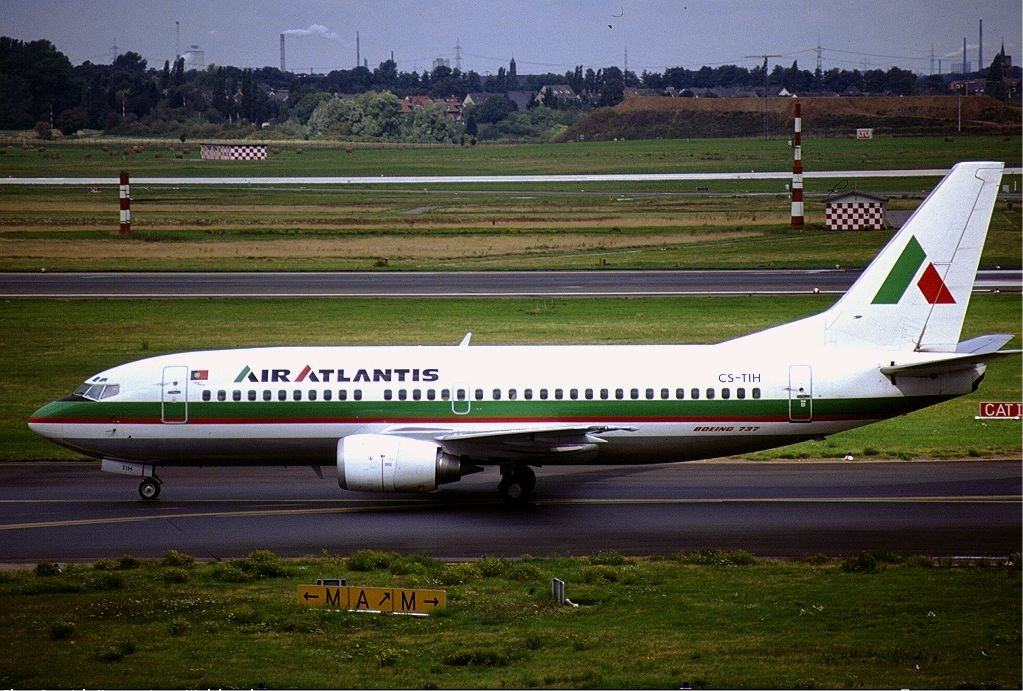
Um Boeing 737-300 da Air Atlantis

A frota da Air Atlantis consistia nas seguintes aeronaves (Junho de 1992):
| Aeronaves      | Total | Notas |
| -------------- | ----- | ----- |
| Boeing 727-200 | 1     |       |
| Boeing 737-200 | 6     |       |
| Boeing 737-300 | 6     |       |
| Total          | 13    |       |

### Frota Histórica
A frota da Air Atlantis também consistiu nas seguintes aeronaves:
- Boeing 707
- Boeing 727-100